# Parroquia San José (Caracas)
San José es una de las 22 parroquias del Municipio Libertador del Distrito Capital de Venezuela y una de las 32 parroquias del área metropolitana de Caracas, ubicada en su casco histórico.
La Parroquia San José es una de las subdivisiones que componen el Municipio Libertador del Distrito Capital. Está ubicada en el centro-norte de la ciudad de Caracas. Tiene una población aproximada de 66.982 habitantes. Fue fundada el 20 de octubre de 1889.

## Historia
Después del terremoto del 26 de marzo de 1812, el arzobispo Don Narciso Coll y Pratt y el cabildo eclesiástico se instalaron en la sabana de Ñaraulí, al norte de la ciudad. Al poco tiempo fue edificada una capilla de bahareque y techo de tejas, de unas cuarenta varas de cuadrado, que fue la nueva iglesia Metropolitana Provisional. A su alrededor se ubicaron unas doce mil personas, en su mayoría gente humilde, que buscaba la protección del Prelado.
Pero el lugar ya se estaba poblando antes de 1812. Hacia el 20 de octubre de 1810, en el tribunal de policía “habiéndose visto la instancia de Doña Josefa de la Madriz, solicitando le sea concedido un solar en la sabana que nombrad Ñarauli, perteneciente a los predios de esta ciudad,...acordaron conceder como conceden a la referida. Doña Josefa Leonarda de la Madriz el solar indicado...; y linda por el poniente, calle real de por medio, con solar de propios, por el poniente con cerca de Don Martín Herrera, por el norte, calle real de por medio con cerca de Don Manuel de Lizamas”.
También hay que añadir que la parroquia queda establecida por el presidente Juan Pablo Rojas Paúl, quien ordena edificar un templo cuyo patrono sea el "Hombre Justo" de la Biblia y padre adoptivo de Nuestro Señor, ya que la parroquia "San José" más cercana era la foránea de Chacao. Entonces se erigió el templo, subsidiado por el gobierno, y siendo el primer párroco el Rvdo. Pbro. José María Fortoul, quien también era ahijado del Presidente y se le diera el cuidado de la nueva Santísima Iglesia Parroquial de "San José" como regalo de Ordenación Sacerdotal. Desde entonces, por éstas y otras razones, se consideraba a esta parroquia un tanto "elitesca", motivando durante años a la gente humilde a asistir al templo de los Benedictinos, el cual es conocido como "San José del Ávila" y realmente es la Parroquia "San Benito". 

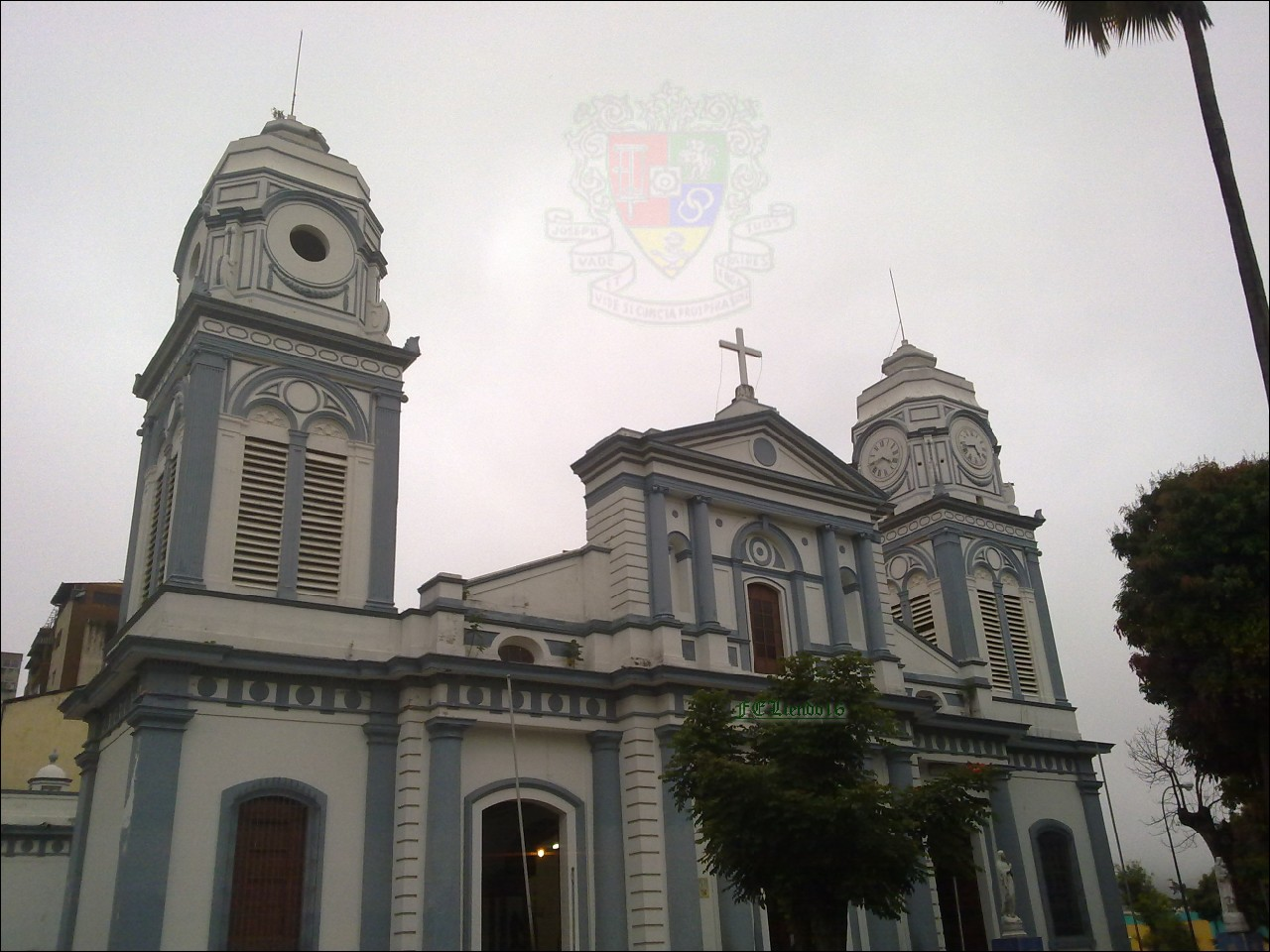
Templo de la Iglesia Parroquial San José de Caracas

Entre sus instalaciones se destacan: La Iglesia Parroquial, La antigua Jefatura, El Hospital "Vargas", Los Hospitales "Rizquez", Oncológico "Luis Razetti", la antigua sede de la Comandancia General de la Policía Metropolitana, Comando Forestal de la Guardia Nacional, Liceo "Rafael Urdaneta" y la Escuela Técnica Comercial "Santos Michelena".
A partir de 2008 su arteria vial principal, la avenida Fuerzas Armadas, se vio modificada con la construcción del BusCaracas, por lo que se pudiera decir que la parroquia también va teniendo nueva cara con el avance de los tiempos.

## Geografía
Al norte limita con el Parque nacional El Ávila, al sur con las parroquias Altagracia y Candelaria, al este con la parroquia San Bernardino y al oeste con la parroquia Altagracia.
La parroquia está organizada por sectores y éstos son: Los Lanos, Aguacatico, Terraplén, José Gregorio Hernández, Caraballo, Cujicito, Panorama, Cotiza, Callejón Pelayo, López Méndez, Dos Cerritos, Anauco, El Carmen, Brisas de Gamboa, Humboldt, Los Pinos, el Retiro, Santa Elena, Once de agosto, Callejón Acosta, La Forestal, Los Aliados, Casco Central, Bloque Uno de Cotiza y La Vereda Goméz. La zona de haciendas que hoy es la parroquia San Bernardino fue parte de la parroquia San José en la década de 1930 se construye la urbanización san Bernardino para las clases media y alta de caracas gran parte de esta urbanización perteneció a san José hasta que el 13 de octubre de 1994 se segrega esta parte de la parroquia San José. 

### Aspectos físicos
Relieve: La Parroquia San José está rodeada de la montaña El Ávila, también presenta tierras planas.
Clima: Generalmente con temperaturas medias 20,1 °C, la media del mes más frío es de 15 °C y la temperatura histórica mínima registrada es de 7 °C.
Orografía: En la parroquia se encuentra la montaña El Ávila. En el sector Cotiza se encuentra un lugar desde el cual se puede llegar al parque los Venados, Galipan y al Hotel Humboldt entre otros.

## Servicios
- Salud: Hospital Vargas, Hospital Francisco Antonio Risquez, Hospital Oncológico Luis Razetti, Hospital Cardiológico José Gregorio Hernández, Banco de Sangre, Centro de Rehabilitación del Ministerio para la Salud, Centro Diagnóstico Integral (CDI), Módulos de medicina comunitaria Barrio Adentro.
- Educación Primaria: Escuela Ecológica "Santísima Trinidad", "Niño Dios de San José", "Jesús Maria Páez" en Cotiza, la Escuela Bolivariana "Armando Zuloaga Blanco", U.E. Distrital "Anzoátegui", Unidad Educativa Privada "Mi Nina" (U.E.M.), Escuela Nacional "Bernardo O’Higgins", Escuela Parroquial de "San José".
- Educación Secundaria: Escuela Técnica Comercial Santos Michelena y Liceo "Rafael Urdaneta".
- Educación Superior (Universitaria): La Escuela de Medicina “José Maria Vargas” de la Universidad Central de Venezuela.